# Аратуба
Аратуба (порт. Aratuba)  —  муниципалитет в Бразилии, входит в штат Сеара. Составная часть мезорегиона Север штата Сеара. Входит в экономико-статистический  микрорегион Батурите. Население составляет 13 675 человек на 2006 год. Занимает площадь 142,538 км². Плотность населения — 95,9 чел./км².

## Статистика
- Валовой внутренний продукт на 2003 составляет 21.884.115,00 реалов (данные: Бразильский институт географии и статистики).
- Валовой внутренний продукт на душу населения на 2003 составляет 1.674,12 реалов (данные: Бразильский институт географии и статистики).
- Индекс развития человеческого потенциала на 2000 составляет 0,633 (данные: Программа развития ООН).